# Georges Rocal
L'abbé Georges Julien, plus connu sous le nom de Georges Rocal, né à Périgueux le 1er août 1881 et mort le 30 juillet 1967 à Augignac,, est un prêtre catholique français, historien du Périgord.

## Biographie
Ordonné prêtre dans le diocèse de Périgueux en 1904, il est d'abord curé de petites paroisses du Sarladais, engagé dans le mouvement du Sillon. Il reste ensuite curé de Saint-Saud-Lacoussière pendant près de cinquante ans (1911-1958). Il consacre une part importante de ses loisirs à des recherches sur sa province natale et publie plusieurs ouvrages ethnographiques et historiques sous le nom de plume de Georges Rocal.
À l'été 1942, il accueille trois réfugiés juifs, Monsieur Molho et ses deux filles, qu'il cache chez lui jusqu'à la fin de l'Occupation. Ce geste lui vaudra d'être honoré du titre de Juste parmi les nations. Une association qui porte son nom commémore également ses actes de résistance et sa participation aux combats pour la libération du territoire français en 1944.

## Ouvrages
- Les vieilles coutumes dévotieuses et magiques du Périgord, Toulouse : E.-H. Guitard, 1922. Réédition Périgueux : P. Fanlac, 1971 ; 1985 ; 1997.
- Le Vieux Périgord, Bergerac, Paris, Toulouse, Marseille : Éditions Occitania, E.-H. Guitard, éditeur, 1927. Réédition sous le titre Croquants du Périgord, Angoulême : Imprimerie Coquemard ; Paris : Librairie Floury, 1934. Réédition : Bouhet : La Découvrance, 2005.
- Léon Bloy et le Périgord, Angoulême : Imprimerie Coquemard ; Paris : Librairie Floury, 1934, Prix Dodo de l'Académie française en 1937.
- 1848 en Dordogne, préface d'André Demaison, 2 vol. , Angoulême : Imprimerie Coquemard ; Paris : Éditions Occitania, E.-H. Guilard, éditeur, 1934. Réédition sous le titre Une révolution sociale en Périgord, Bayac : Éditions du Roc de Bourzac, 2007.
- Science de gueule en Périgord, avec Paul Balard, Saint-Saud : Éditions du Folklore, 1938. Réédition : Périgueux : P. Fanlac, 1980.
- De Brumaire à Waterloo en Périgord, 2 vol. , Angoulême : Imprimerie Coquemard ; Paris : Librairie Floury, 1942.
- Jean Sigala 1884-1954, mémorial, avec Léon Bouillon, Angoulême : Coquemard, 1954.
- La Seconde Restauration en Périgord, préface d'André Maurois, Angoulême : Coquemard, 1956.
- Les Fils émancipés de Jacquou le Croquant, Périgueux : P. Fanlac, 1966.